# Cartoixa de Miraflores
La Cartoixa de Miraflores és un monestir als afores de Burgos que allotja una gran riquesa artística.
D'estil isabelí, ple d'agulles i altres motius barrocs. Té alts murs amb contraforts i finestres ogivals pròpies del gòtic. A l'interior de la seva Església hi ha un cementiri. És imprescindible el mausoleu del rei Joan II de Castella i la seva esposa Isabel de Portugal. Esculpit sobre alabastre és d'un romanticisme colpidor. Ambdós cònjuges apareixen morts sobre un mateix llit amb les mans entrellaçades.
En aquest emplaçament, el rei Enric III hi havia decidit erigir uns palaus per practicar la seva afició favorita, la cacera. Però, el 1441, Joan II va decidir lliurar-los als cartoixans perquè hi establissin una comunitat, la qual cosa va succeir el febrer de l'any següent, 1442. La nova fundació va sorgir també amb la finalitat de què servís com a panteó funerari del fundador; es va posar sota l'advocació de sant Francesc per la devoció que cap a aquest sant havien sentit el mateix monarca i el seu pare.
Al principi, els frares es van instal·lar a l'antic palau, però un incendi esdevingut el mes d'octubre de 1452 va provocar la seva total destrucció. Aquest és l'origen de l'edifici actual i també del canvi de denominació; va passar a dir-se de Santa Maria de Miraflores.
Mort Joan II el 1454, sembla que Enric IV va descuidar el projecte del seu pare. Per a llavors ja hi havia unes traces dissenyades per Juan de Colonia i dutes a terme, en principi, sota la seva direcció. El 1460 estava acabat el claustre gran, vint-i-quatre cel·les i el refectori, que va servir, de temple provisional; el 1461 s'havia conclòs també el claustre petit. Les obres de l'església van estar durant algun temps paralitzades. Seria Isabel la catòlica l'encarregada d'encoratjar l'obra dels seus progenitors. Juan de Colonia el va succeir en la mestria primer Garci Fernández de Matienzo i després el seu fill Simón. Quan el 1483 la reina va visitar el cenobi, els treballs estaven molt avançats; amb prou feines quedaven les obres complementàries (retaule, sepulcres, cadiratge). El 1499, un cop realitzat el retaule de l'altar major, es va inaugurar el temple.
Contrasta la sobrietat de les dependències claustrals amb la major riquesa de l'església, única part visitable. La seva planta respon al model cartoixà, d'una sola nau i sense capelles, però lleugerament modificat per haver de complir la funció de panteó real; això va obligar a donar més profunditat i amplada a la capçalera, on s'anaven a ubicar els sepulcres. L'alçat de la nau és molt senzill; es tanca amb murs rectes, només animats per les finestres obertes entre els arcs que determinen la volta (cinc voltes de crueuria amb tercelets). Les voltes de la capçalera enriqueixen els seus nervis amb decoració gòtica. L'exterior reflecteix fidelment l'estructura interior; alts contraforts marquen els trams i rematen en una cresteria amb pinacles.

## Retaule major
Des de 1496 fins a 1499 van estar treballant en aquest retaule Gil de Siloé (pare de Diego de Siloé) i Diego de la Cruz, aquest últim pintor burgalès que acompanyava sempre al mestre als contractes en els quals l'obra exigia policromia.
És una composició extraordinàriament original, sense precedents coneguts en la història de l'escultura. La idea general s'assembla a un gran tapís amb un esquema geomètric molt rigorós, compost per un gran cercle central de roda d'àngels que envolten a una magnífica Crucifixió, uns altres quatre cercles interiors i uns altres quatre exteriors més petits amb diferents escenes.
A la zona inferior, l'estructuració correspon més a la manera de compondre tradicional: predominen les verticals, potenciades per quatre escultures de sants de gran mida.
El fil conductor de la iconografia del retaule és l'exaltació de l'Eucaristia. S'hi representen diversos moments de la Passió de Jesús, amb la presència de la Trinitat. Els evangelistes, sant Pere, sant Pau, els quatre pares de l'Església, santa Catalina, sant Joan Baptista, la Magdalena i sant Jaume el Major, testifiquen amb la seva presència el sacrifici, són els pilars de l'Església. També són presents les armes de la Corona, sostingudes per àngels, i els retrats dels monarques, en relleu.
De fusta policromada, constitueix una obra única de l'escultura burgalesa, digne acompanyant dels sepulcres reals que serveix de fons.

## Els sepulcres reials
Isabel la catòlica es va ocupar personalment d'encarregar els sepulcres dels seus pares (Joan II de Castella i Isabel de Portugal) a l'escultor Gil de Siloé, establert a Burgos. Aquest autor va dissenyar els sepulcres el maig de 1486; es van ubicar en la cartoixa de Miraflores, que el mateix Joan II havia fundat. La reixa d'aquest sepulcre és obra de Francisco de Salamanca, realitzada el 1493. A més, Gil de Siloé també va realitzar el de l'infant Alfons, mort prematurament el 1468 i enterrat al costat dels seus pares, però ja no als peus de l'altar, sinó en el mur de l'evangeli. Els tres presenten una gran originalitat.
El de l'Infant segueix la tradició del segle xv, d'escultura en oració davant d'un reclinatori, localitzada dins d'un nínxol. Aquest destaca per l'arquitectura que l'emmarca, amb gran desenvolupament per sobre de l'arcosoli que alberga, i crea un prototip repetit posteriorment a Burgos. És insuperable la seva riquesa ornamental i la majestat de la figura, només comparable a la posterior de Juan de Padilla, del mateix autor.
Pel que fa als sepulcres dels seus pares, s'emmarquen en una estrella de vuit puntes, que suggereixen les voltes en aquell temps freqüents en arquitectura. Com en elles, a les cantonades es representen els quatre evangelistes. Els dos jacents, que estan separats per una cresteria i miren a l'altar, ocupen un prisma que es talla per una base romboïdal.
Des del punt de vista iconogràfic, està representada una sacralització de la monarquia, amb motius diferents en els setze plans de l'estrella.
Siloé treballa l'alabastre (fins i tot més que la fusta o un altre material) amb increïble mestria: obté qualitats tàctils que combina amb franges ornamentals, d'exquisida delicadesa.